# Calotes liolepis
Calotes liolepis es una especie de iguanios de la familia Agamidae.

## Distribución geográfica yhábitat
Es endémica de Sri Lanka. Su rango altitudinal oscila alrededor de 800 m s. n. m..